# Fordonia krabożerna
Fordonia krabożerna (Fordonia leucobalia) – gatunek węża z rodziny Homalopsidae.

## Występowanie
Fordonia krabożerna zamieszkuje morskie wybrzeża Bangladeszu, Azji Południowo-Wschodniej, Nowej Gwinei oraz północnej Australii. Zamieszkuje głównie namorzyny i równie pływowe. Może się pojawiać w przyległych lasach monsunowych czy na otwartym oceanie, ale nie przebywa tam długo.

## Pożywienie
Fordonia krabożerna żywi się rybami, krabami. Jedyny wąż, który potrafi dzielić zdobycz na kawałki.